# Le Valdécie
Le Valdécie foi uma comuna francesa na região administrativa da Normandia, no departamento Mancha. Estendia-se por uma área de 4,03 km². Em 2010 a comuna tinha 118 habitantes (densidade: 29,3 hab./km²).
Em 1 de janeiro de 2016, passou a formar parte da nova comuna de Bricquebec-en-Cotentin.